# Kondratowicza (stație de metrou din Varșovia)
Kondratowicza  este o stație situată în partea de nord-est a liniei M2 (metroul din Varșovia). Stația este situată lângă Spitalul Districtual Masovian Bródno (Mazowiecki Szpital Bródnowski).
Construcția stației a început în 2019, iar deschiderea stației este planificată pentru 2022.